# Petrochóri (ort i Grekland, Thessalien, Nomós Kardhítsas)
Petrochóri är en ort i Grekland.   Den ligger i prefekturen Nomós Kardhítsas och regionen Thessalien, i den centrala delen av landet, 240 km nordväst om huvudstaden Aten. Petrochóri ligger 1 057 meter över havet och antalet invånare är 106.
Terrängen runt Petrochóri är huvudsakligen bergig, men åt sydost är den kuperad. Runt Petrochóri är det mycket glesbefolkat, med 3 invånare per kvadratkilometer. Närmaste större samhälle är Mouzáki, 19,9 km nordost om Petrochóri. I omgivningarna runt Petrochóri växer i huvudsak blandskog.